# 吳仲賢 (香港)
吳仲賢（英語：Ng Chung-yin；1946年—1994年4月21日），廣東汕頭人，香港托洛茨基主義政黨革命馬克思主義者同盟的創始人。

## 生平
吳仲賢於1946年出生於廣東汕頭，1953年經澳門偷渡到香港與父親團聚，之後就讀于聖公會諸聖中學。1965年就讀于珠海學院土木工程系，后轉到數學系。
1969年，吳仲賢開始投身社會運動。當年，他帶頭抗議學校打壓學生會組建，其後更組織學生集體罷課，史稱「珠海事件」。珠海事件成了1970年代學生運動浪潮的導火線 。1970年，他與莫昭如共同創辦《70年代双周刊》，該刊對社運圈產生重大影響，吳仲賢因此建立了威望。之後，他組織了中文運動、保釣運動、反貪腐運動等多場青年運動。
1972年，吳仲賢前往荷蘭，之後輾轉巴黎，結識了無政府主義者岑建勳，又拜會了中國托派领袖彭述之。此后，他加入第四國際，转变為托洛茨基主义者。1973年4月，他回到香港，加入中國革命共產黨；同年夏，退出；1973年6月，另组革命國際主義同盟。1974年5月，革命國際主義同盟与社會主義青年社（中国革命共产党青年翼）的部分成员合并为社會主義同盟。1975年3月，社會主義同盟更名为革命馬克思主義者同盟。同年，該黨成為第四國際中國支部（与原有的第四國際中國支部中国革命共产党并立）。1977年10月15日，革命马克思主义者同盟与中国革命共产党统一派（即中国革命共产党少數派）、中国国际主义工人党和复醒社合并为新的革命马克思主义者同盟，由吴仲贤、叶宁、陈平、陈肆、李炳等人组成的临时常务委员会领导。
1980年，吳仲賢以員工身份，在港鐵地盤組織罷工行動，抗議日本公司不公待遇，其後遭人解僱。
1981年，中國政府鎮壓北京之春後，吳仲賢前往北京蒐集中國民運人士的資料。在北京逗留了三個星期后，他在趕往上海的途中被身份不明的便衣警察逮捕。警方質問他接觸民運人士和外國記者的原因，在強行逼供下簽署一份悔過書，據報還被要求交出香港托派名單，答應成為中國共產黨的內線。回到香港後，革馬盟成員一致認為吳仲賢佯裝投降，違背組織一直以來追隨的革命馬克思主義革命理念，遂開除他的黨籍，吳仲賢的革命事業戛然而止。
之後，吳仲賢進入新聞行業，擔任《香港經濟日報》和《星島晚報》主筆，參與成立《花花公子》中文版和《資本雜誌》。1989年成立《兒童日報》和《香港先驅報》。1989年六四學運期間，他又積極參與香港市民支援愛國民主運動聯合會的建立。
1990年，移居澳大利亚。1992年，擔任九龍倉集團旗下香港有線電視顧問，繼續評論香港和中國事務。被診斷出癌症後，吳仲賢回港接受治療，最終於1994年4月21日病逝於香港法國醫院。
吳仲賢的故事之後被莫昭如改編成戲劇《吳仲賢的一生》，該劇於2002年被陳耀成改編成同名電影。